# Worthington (Minnesota)
Worthington és una població dels Estats Units a l'estat de Minnesota. Segons el cens del 2000 tenia 11.283 habitants.

## Demografia
Segons el cens del 2000, Worthington tenia 11.283 habitants, 4.311 habitatges, i 2.828 famílies. La densitat de població era de 609,3 habitants per km².
Dels 4.311 habitatges en un 30,5% hi vivien nens de menys de 18 anys, en un 52,4% hi vivien parelles casades, en un 8,9% dones solteres, i en un 34,4% no eren unitats familiars. En el 28,9% dels habitatges hi vivien persones soles el 15,5% de les quals corresponia a persones de 65 anys o més que vivien soles. El nombre mitjà de persones vivint en cada habitatge era de 2,55 i el nombre mitjà de persones que vivien en cada família era de 3,12.
Per edats la població es repartia de la següent manera: un 25,5% tenia menys de 18 anys, un 9,7% entre 18 i 24, un 27,1% entre 25 i 44, un 20,1% de 45 a 60 i un 17,6% 65 anys o més.
L'edat mediana era de 36 anys. Per cada 100 dones de 18 o més anys hi havia 97,6 homes.
La renda mediana per habitatge era de 36.250 $ i la renda mediana per família de 44.643 $. Els homes tenien una renda mediana de 28.750 $ mentre que les dones 20.880 $. La renda per capita de la població era de 18.078 $. Entorn del 9,1% de les famílies i el 13,3% de la població estaven per davall del llindar de pobresa.

## Poblacions més properes
El següent diagrama mostra les poblacions més properes.